# Австралийска пръстенчата змия
Австралийските пръстенчати змии (Vermicella annulata) са вид влечуги от семейство Аспидови (Elapidae).
Разпространени са в източната част на Австралия.
Таксонът е описан за пръв път от британския зоолог и филателист Джон Едуард Грей през 1841 година.